# تين أنغولي
تين أنغولي (الاسم العلمي:Ficus angolensis) هو نوع من النباتات يتبع جنس التين من الفصيلة التوتية.